# Keisuke Fujie
Keisuke Fujie (藤江 恵輔, Fujie Keisuke) (8 novembre 1885 - 27 février 1969) est un général de l'armée impériale japonaise durant la Seconde Guerre mondiale. Sa femme est la fille du Kantarō Suzuki.

## Biographie
Né dans la préfecture de Hyōgo, Fujie sort diplômé de la 18e promotion de l'académie de l'armée impériale japonaise en 1905, avec l'artillerie pour spécialité. Il sort ensuite diplômé de la 26e promotion de l'école militaire impériale du Japon en 1914.
Après avoir servi à l'État-major de l'armée impériale japonaise, Fujie est envoyé comme attaché militaire en Europe, d'abord à l'ambassade japonaise de Paris, puis à Bucarest en Roumanie et à Sofia en Bulgarie. De retour au Japon, il sert comme instructeur à l'école militaire impériale et est nommé commandant du 5e régiment d'artillerie de campagne.
Fujie est plus tard nommé dans l'État-major de la 16e division et accompagne la délégation japonaise à la conférence mondiale pour le désarmement à Genève. Il est promu général de brigade en août 1934, chef de la police militaire kenpeitai en 1936-7 au sein de l'armée japonaise du Guandong, puis est promu général de division en novembre 1937.
Durant la seconde guerre sino-japonaise, Fujie est commandant de la 16e division. Rappelé au Japon, il sert comme commandant de l'école militaire impériale et est nommé commandant de l'armée du district de l'Est en février 1943. Nommé ensuite commandant de la 12e armée régionale, il se retire en mars 1945 mais est rappelé en juin pour commander la 11e armée régionale pour la défense finale de la région de Tōhoku contre une prochaine invasion américaine (opération Downfall).